# Nanaguna teleoleuca
Nanaguna teleoleuca är en fjärilsart som beskrevs av Louis Beethoven Prout 1922. Nanaguna teleoleuca ingår i släktet Nanaguna och familjen trågspinnare. Inga underarter finns listade i Catalogue of Life.